# Cecidocharella elegans
Cecidocharella elegans är en tvåvingeart som beskrevs av Friedrich Georg Hendel 1936. Cecidocharella elegans ingår i släktet Cecidocharella och familjen borrflugor. Inga underarter finns listade.